# Sicilia Regio
La Sicilia Regio è una struttura geologica della superficie di Miranda.